# اتصال سه‌گانه بوسو

Tectonic plates under Japan
اتصال سه‌گانه بوسو

اتصال سه‌گانه بوسو (انگلیسی: Boso Triple Junction) یک اتصال سه‌گانه در سواحل ژاپن است. این یکی از دو نمونه شناخته شده از یک اتصال سه‌گانه درازگودال - ترانشه- ترانشه روی زمین است (دیگری اتصال سه‌گانه دریای باندا). این نقطه اتصال صفحه آمریکای شمالی (به نمایندگی از صفحه اختسک) در شمال، صفحه اقیانوس آرام در شرق و صفحه دریای فیلیپین به سمت جنوب است.